# Апсентизам
Апсентизам је у социологији, психологији и социјалном раду проучавање разлога, изостајање запослених с посла. Због важности и раширености овог проблема апсентизам се темељно и брижљиво истражује. Проучавају се, посебно, везе између учесталости и трајања изостанака, с једне, и тежине, монотоније и организације посла, с друге стране. Такође, проучавају се интензивно психолошка, социјална, економска и демографска обележја у којима је скор апсентизма висок или низак.